# Edward Voûte
Edward John Voûte (Amsterdam, 17 september 1887 – aldaar, 18 juni 1950) was regeringscommissaris (burgemeester) van Amsterdam van 1941 tot 1945, tijdens de Duitse bezetting.

## Levensloop

### Privéleven
Voûte was de zoon van Meinhard Voûte (1851-1933) en Catherine Henriette Perk (1863-1942). Zijn vader was koopman in Amsterdam. Zijn moeder was een zus van de dichter Jacques Perk.
Voûte had zijn jeugd doorgebracht in Nederlands-Indië, waar zijn familie fortuin had gemaakt. Hij trouwde in 1914 in Arnhem met Ernestine Louise Fransen van de Putte (1891-1965). Zij kregen tussen 1915 en 1922 drie zoons.

### Loopbaan
Hij maakte carrière bij de marine – hij werd luitenant-ter-zee 2e klasse – totdat hij in 1915 wegens lichamelijke ongesteldheid werd afgekeurd. Daarna kon hij aan de slag bij de Koninklijke Hollandsche Lloyd. Hij was ook procuratiehouder van de Amsterdamse Pakhuismeesters van de Thee. Politiek actief was hij in zijn woonplaats Bergen in de provincie Noord-Holland, in de liberale Middenpartij.
Van 1925 tot 1941 was Voûte secretaris van het Koninklijk Nederlands Aardrijkskundig Genootschap. In 1938 organiseerde hij een aardrijkskundig congres, waarbij hij de Duitse delegatie beschermde tegen internationale kritiek. Door het contact dat aldus ontstond, was hij in 1940 na de intocht van de Duitsers een kandidaat voor een vrijgekomen bestuurspost. Na de Februaristaking (1941) werd het zittende Amsterdamse gemeentebestuur door de Duitsers ontslagen en werd Voûte daar door hen benoemd tot regeringscommissaris en burgemeester. Om zijn positie te versterken meldde Voûte zich aan bij de Germaansche SS in Nederland.
Na het overlijden van de Amsterdamse hoofdcommissaris Sybren Tulp in oktober 1942 werd Hans Krenning in januari 1943 belast met het waarnemen van de functie van hoofdcommissaris. Kort daarvoor was al duidelijk geworden dat de politieorganisatie herzien zou worden. De nieuwe organisatie ging in op 1 maart 1943, waarmee acht grote steden, waaronder Amsterdam, staatspolitie kregen onder leiding van een politiepresident. Procureur-generaal Jan Feitsma werd waarnemend politiepresident in Amsterdam, eind maart werd Voûte benoemd tot waarnemend politiepresident in Amsterdam en in december van dat jaar werd hij opgevolgd door Henri Arend van Hilten.
Voûte was geen lid van de NSB. Hoewel hij pogingen had gedaan de maatregelen van de Duitsers hier en daar wat af te zwakken, gold hij toch als een willig werktuig in de handen van de bezetter. Nadat de kansen in de oorlog gekeerd leken na de slag bij Stalingrad (1942-1943) werd hij kritischer en probeerde hij aansluiting te vinden bij dat deel van de politie dat zich wilde onttrekken aan de Jodenvervolging. Door de bijzondere rechtspleging na de oorlog werd zijn collaboratie betrekkelijk mild veroordeeld; in 1947 kreeg hij drie jaar en zes maanden gevangenisstraf opgelegd, wat overeenstemde met het voorarrest. In 1950 moest hij zijn koninklijke onderscheiding inleveren. Hij overleed op 62-jarige leeftijd.

## Trivia

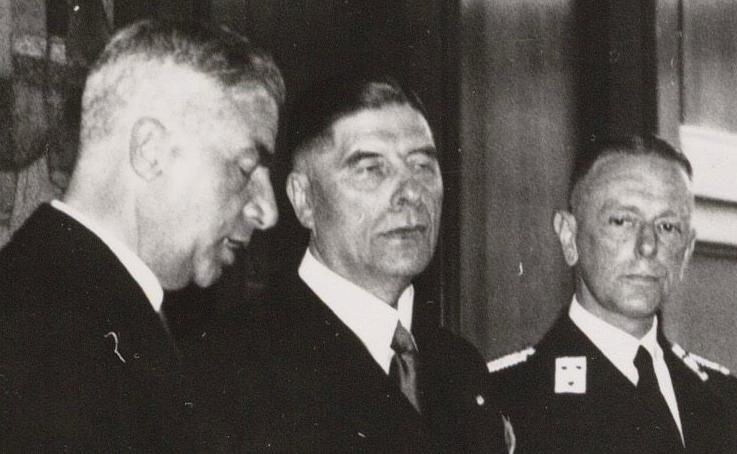
E.J. Voûte (links) tijdens de installatie van hoofdcommissaris S. Tulp (rechts) met daartussen de voormalig hoofdcommissaris H.J. Versteeg (mei 1941)

De pro-Duitse burgemeester had niet het vertrouwen van de Amsterdamse bevolking. Een populaire slagzin werd: "Als Voûte fouten maakt, dan nemen we De Vlugt" (een verwijzing naar de voorganger van Voûte).
- Digitale Bibliotheek voor de Nederlandse Letteren: vout004
- International Standard Name Identifier: 0000 0003 9176 7647
- Nederlandse Thesaurus van Auteursnamen: 131915045
- Virtual International Authority File: 285634320

 Portaal: Fascisme en nationaalsocialisme in Nederland · Fascisme · Nationaalsocialisme